# جورج غروز
جورج غروز (بالألمانية: George Grosz)‏ (و. 1893 – 1959 م) هو رسام، وdraughtsperson، ومصور، وأستاذ جامعي، وكاتب من الولايات المتحدة الأمريكية. ولد في برلين.
وهو عضو في Communist Party of Germany .شارك في ألعاب أولمبية صيفية 1928.
توفي في برلين.

## التعليم
تعلم في Dresden Academy of Fine Arts، في تخصص فنون جميلة (1909–1911)

## أعمال بارزة
من أهم أعماله:
- I Am Glad I Came Back.

## جوائز
حصل على جوائز منها:
- زمالة غوغنهايم.

## روابط خارجية
- جورج غروز على موقع IMDb (الإنجليزية)
- جورج غروز على موقع الموسوعة البريطانية (الإنجليزية)
- جورج غروز على موقع مونزينجر (الألمانية)
- جورج غروز على موقع ميوزك برينز (الإنجليزية)
- جورج غروز على موقع إن إن دي بي (الإنجليزية)
- جورج غروز على موقع ديسكوغز (الإنجليزية)
- جورج غروز على موقع أوليمبيديا (الإنجليزية)